# Драган Мутибарић
Драган Мутибарић (Сомбор, 10. новембар 1946) бивши је југословенски и српски фудбалер, репрезентативац Југославије.

## Каријера
Рођен је 10. новембра 1946. године у Сомбору. Почео је да брани гол 1960. у Бечеју, а потом је као талентован голман прешао у Срем из Сремске Митровице и као омладинац овог клуба двапут бранио за репрезентацију Бачке и четири пута за селекцију Војводине, да би касније био на голу и омладинске репрезентације Југославије (1964).
Од 1966. до 1975. достигао је зенит каријере у редовима скопског Вардара, за који је бранио на преко 600 мечева. Једну сезону (1975/76) био је члан немачке екипе Шалке 04 из Гелзенкирхена, али је бранио само на две утакмице Бундеслиге. Бранио је 1978. године у финалу Купа Југославије за Трепчу против Ријеке, када су Ријечани победили са 1:0 након продужетака.
Уз три утакмице за омладинску и пет за младу репрезентацију, бранио је и на 10 утакмица за А селекцију Југославије. Дебитовао је 26. фебруара 1969. против Шведске у Сплиту, последњу утакмицу за национални тим одиграо је 28. октобра 1970. против екипе СССР-а у Москви.
Као члану скопског Вардара јула 1984. истекао му је четворогодишњи уговор, а нови је као 38-годишњак потписао за Тетекс из Тетова. Играо је касније за Македонију Ђорче Петров и нижеразредни Микрогранулат Гостивар где је завршио каријеру.
У Вардару је проглашен за најбољег голмана свих времена. Пет година заредом проглашаван је за најбољег спортисту Македоније. Од 1992. у Вардару је радио и као тренер голмана. Од 1992. до 1996. био је тренер голмана македонске репрезентације. Живи у предграђу Скопља под именом Лисиче, са супругом Милицом, имају сина Слободана.

## Успеси
- Трепча
  - Куп Југославије: финалиста 1978.